# Herbert Blaize
Herbert Augustus Blaize (26 de fevereiro de 1918 - 19 de dezembro de 1989) foi um político granadino. Serviu como Ministro-Chefe de Granada entre 1960 e 1961, e novamente, entre 1962 e 1967. Depois serviu como Primeiro-Ministro de Granada de 1984 até sua morte.